# كريستيان ميركادو
كريستيان ميركادو هو ممثل ومسرحي بوليفي اشتهرَ بدوره الرئيسي في فيلم سينا/كوينا والذي لعبَ فيه دور الصيَّاد، كما مثل في فيلمٍ آخرٍ إلى جانب مانولو كاردونا ما مكَّنهُ من الفوزِ «بجائزة الجمهور» في فئةِ الأفلام الدراميّة السينمائية في مهرجان صاندانس السينمائي في عام 2010. لعب أيضًا دور إنتي بيريدو في فيلم «تشي: الجزء الثاني»، كما شارك في عدّة أفلام أخرى مثل «33 في سان خوسيه» وهو الفيلم الذي جسَّد قصة 33 عاملاً حينما حوصروا خلال انهيارٍ أرضي في تشيلي، وكان أيضًا مساعد مخرج ثاني في فيلم «جبال الأنديز لا تُصدِّقُ بالله» (بالإسبانية: Los Andes no creen en Dios)‏ عام 2007. على المسرح؛ كان ميركادو جزءًا من مجموعة مسرح لو وس أنديس كما عملَ في فرنسا مع مجموعة مسرحيّة أخرى ونفس الأمر تكرَّر في مجموعات مسرحيّة في كلٍ من تشيلي والمكسيك.

## قائمة أعماله

### الإخراج
- 2007: جبال الأنديز لا تصدق الله (مساعد مخرج ثاني)

### التمثيل
| السنة | العنوان (بالعربية)        | العنوان الأصلي                            | الدور             |
| ----- | ------------------------- | ----------------------------------------- | ----------------- |
| 2004  | السَّرِقة                    | El atraco                                 | إيفو              |
| 2005  | سينا/كوينا                | Sena/Quina ، la inmortalidad del cangrejo | فالسو كونيخو      |
| 2007  | جبال الأنديز لا تُصدِّق الله | Los Andes no creen en Dios                | باكو              |
| 2008  | تشي: الججزء الثاني        | Che: Part Two                             | إنتي              |
| 2008  | ديزدي إل فوندو            | Desde el fondo                            | أنطونيو           |
| 2009  | التيّار المُعاكِس            | Undertow                                  | ميغيل             |
| 2010  | 33 من سان خوسيه           | The 33 of San Jose                        | كيشوا             |
| 2011  | بلاكثورن                  | Blackthorn                                | مواطن بوليفي أصلي |
| 2011  | الخُطورة الأخيرة           | El imoltimo paso                          | ماتيو             |
| 2019  | سانتا كلارا               | Santa Clara                               | راعي بقر          |
| 2019  | أطول ليلة                 | The Longest Night                         | إيفان             |

## الجوائز
- 2011: فاز بجائزة أفضل ممثل في مهرجان رابا نوي السينمائي في تشيلي.
- 2014: فازي بجائزة أفضل ممثل مسرحي في بوليفيا.[3]

## روابط خارجية
- كريستيان ميركادو على موقع IMDb (الإنجليزية)
- كريستيان ميركادو على موقع قاعدة بيانات الفيلم (الإنجليزية)